# Дунгарпур
Дунгарпу́р (англ. Dungarpur, хинди डूंगरपुर) — город в северо-западной части Индии, в штате Раджастхан, административный центр округа Дунгарпур.

## История
С момента основания в XIV веке и до 1948 года город являлся столицей одноимённого туземного княжества. В 1950 году Дунгарпур вошёл в состав новообразованного штата Раджастхан.

## География
Город находится в южной части Раджастхана, на берегу озера Гаиб-Сагар (Gaib Sagar). Абсолютная высота — 224 метра над уровнем моря.
Дунгарпур расположен на расстоянии приблизительно 390 километров к юго-западу от Джайпура, административного центра штата и на расстоянии 630 километров к юго-западу от Дели, столицы страны.

## Демография
По данным официальной переписи 2001 года, население составляло 43 108 человек, из которых мужчины составляли 54 %, женщины — соответственно 46 % . Уровень грамотности населения составлял 75 % (при среднем по Индии показателе 59,5 %).

Динамика численности населения города по годам:
| 1991   | 2001   | 2012   |
| ------ | ------ | ------ |
| 35 681 | 43 108 | 50 231 |

## Экономика и транспорт
Основу экономики города составляет сельскохозяйственное производство. В окрестностях Дунгарпура выращивают пшеницу, просо, рис и кукурузу.
Ближайший аэропорт расположен в городе Бансвара.

## Достопримечательности
- Храм Виджай-Радж-Раджешвар (Vijay Raj Rajeshwar). Расположен посреди озера Гаиб-Сагар и посвящён Шиве[6].
- Джуна-Махал (Juna Mahal). Семиярусный дворец-крепость XIII века[7].